# Titteri
Il Titteri (in arabo التيطري‎?) è una regione storica e geografica situata in Algeria. Costituisce una regione montuosa nell'Atlante Telliano meridionale. Gran parte della popolazione è costituita dai gruppi tribali berberi degli Aït Ouzera, degli Aït Bou Yaagoub e degli Aït Slimane.